# 久遠エリサ
久遠 エリサ（くおん えりさ、1996年7月17日 - ）は、日本の女性声優、紙芝居師。フィリピン出身。81プロデュース所属。

## 人物
趣味・特技にはプラネタリウム鑑賞、靴下集め、中距離走、長距離走、フラフープ、裁縫をそれぞれ挙げている。
中学生の頃に陸上部に入っていたが、足の故障が続きそうになった時に声優の生い立ちや下積み時代の話を知ったことがあり、あきらめずに夢を追いかけた姿を見た後に背中を押されたことから、声優を目指したきっかけを持つ。
倉嶋らむね（声優の倉田雅世）らが2010年に結成した紙芝居師ユニット「もえかみ!」の後継ユニットである「花咲きロマン娘」（ハナムス）の一員として紙芝居師活動を行っている。メンバーカラーは赤。

## 出演
太字はメインキャラクター。

### テレビアニメ
2018年
- 夢王国と眠れる100人の王子様（客C）
- はるかなレシーブ（女子1）
- キラキラハッピー★ ひらけ!ここたま（いしいまどか）
- 音楽少女（音楽少女ファン）
- 青春ブタ野郎はバニーガール先輩の夢を見ない（女子学生）

2019年
- カードファイト!! ヴァンガード（生徒B）
- 約束のネバーランド（2019年 - 2021年、マーニャ、トム、ジェミマ） - 2シリーズ
- ひとりぼっちの○○生活（女の子B）
- MIX（女子生徒B）

2020年
- プランダラ（街の人）
- 22/7（看護師）
- かぐや様は告らせたい?〜天才たちの恋愛頭脳戦〜（女生徒たち）
- ブレーカーズ（クラブメイト、客室乗務員）

2021年
- メガトン級ムサシ（オペレーター）

2022年
- 転生賢者の異世界ライフ 〜第二の職業を得て、世界最強になりました〜（スラハッパ、クラウ）
- VAZZROCK THE ANIMATION（ファンA）
- ぼっち・ざ・ろっく！（お客さん）

2023年
- お兄ちゃんはおしまい!（女性B、女性A、美容師）
- ニンジャラ（クラブ）
- 青のオーケストラ（女性、女子生徒、オーケストラ部員、生徒、子ども）
- アイドルマスター ミリオンライブ！（観客たち）
- シャングリラ・フロンティア（カツホ）

2024年
- BEYBLADE X（女子）
- ゆびさきと恋々（女子高生B）
- 終末トレインどこへいく?（久賀玲実）
- 神は遊戯に飢えている。（女性、魔法使いゴーレム）
- 夜のクラゲは泳げない（生徒）
- かつて魔法少女と悪は敵対していた。（階段の女性）
- クレヨンしんちゃん（カラスC、カラス、女子大生B）
- きのこいぬ（ファンの女性）

2025年
- ロックは淑女の嗜みでして（女生徒、女子生徒、ファン）
- プリンセッション・オーケストラ（女子生徒）
- Summer Pockets
- ブスに花束を。（女生徒）
- ばっどがーる（女子高校生、女性、子供）

### 劇場アニメ
- きみの色（2024年、女子生徒達）

### Webアニメ
- ちょこっとアニメ けものフレンズ3（2019年、マレーバク）
- 日本沈没2020（2020年、A子、仲間B）
- ふわっちょうんちょ ショートアニメ（2021年、ナレーション）

### ゲーム
2018年
- 武器よさらば（親衛隊長ツキコ）

2019年
- クイズRPG 魔法使いと黒猫のウィズ（幼き日のギン、オリバー、新居キョウコ、シェダフェイダ）
- けものフレンズ3（マレーバク）

2020年
- ファイナルファンタジーVII リメイク
- ステラバラード（剣客）

2021年
- 22/7 音楽の時間（蓮沼巴）

2022年
- ウィクロスマルチバース（アルト）

2025年
- プロジェクトセカイ カラフルステージ! feat. 初音ミク

### ドラマCD
- THE IDOLM@STERシリーズ
  - THE IDOLM@STER THE@TER BOOST 01（2018年、部員2）
  - THE IDOLM@STER MILLION THE@TER GENERATION 12 D/Zeal（2018年、観客B、係員A）
  - THE IDOLM@STER MILLION THE@TER WAVE 05 ARCANA（2020年、女の子）
- 酷くしないで4（2019年、女性客）
- 異世界はスマートフォンとともに。 16巻特典ドラマCD（2019年、女の子）
- やましい恋のはじめかた（2021年、のりまき[33]）

### 吹き替え

#### ドラマ
- デュードが僕を強くした（2020年、デスティニー〈ヴァネッサ・プラザダ〉）

#### アニメ
- きかんしゃトーマス（2025年、テレンス）

### デジタルコミック
- ブラックアリス（2018年、うさぎ）
- キミのとなり。〜年の差恋愛の事情〜（2019年、足立先生）

### オーディオブック
- 物理的に孤立している俺の高校生活 1〜２（2019年[34] - 2021年[35]、竜田川エリアス[36]）
- RIGHT×LIGHT（2020年、冬上雪絵 ほか）
- マイダスタッチ〜内閣府超常経済犯罪対策課〜（2020年、レジーナ・若槻 ほか[37]）
- 死に戻り、全てを救うために最強へと至る（2021年、朗読、ティナ[38]）
- ほま高登山部ダイアリー（2021年、橘ハルカ[39]）
- むしめづる姫宮さん（2022年、富田汐音 ほか[40]）

### 紙芝居
2020年
- 『花咲きロマン娘』口演「香りの戦士アロマエンジェル」（1月26日、デックス東京ビーチ、台場一丁目商店街）- 香織 役
- 新型コロナウイルス感染症の流行を受けて
  - 『花咲きロマン娘』無観客紙芝居口演「香りの戦士アロマエンジェル」第1話前編（3月21日、YouTube）- 香織 役
  - 『花咲きロマン娘』リモート紙芝居口演「モーリーとキッキー」（4月25日、YouTube）- リレー形式
  - 『花咲きロマン娘』「ハナムス＊X'masパーティー2020」〜ハナムスサンタのプレゼント〜（12月19日、TwitCasting）

## ディスコグラフィ

### キャラクターソング
| 発売日        | 商品名                       | 歌                                                   | 楽曲                              | 備考                                                                                                |
| ------------- | ---------------------------- | ---------------------------------------------------- | --------------------------------- | --------------------------------------------------------------------------------------------------- |
| 2020年12月9日 | MIRACLE DIALIES              | ミナミコアリクイ（久遠エリサ）、マレーバク（ほなみ） | 「あおぞら☀スタンド・バイ・ミー」 | ゲーム『けものフレンズ3』関連曲                                                                     |
| 2022年7月27日 | ごはんだヨッ！ダダダダン！！ | スラちゃんず△                                        | 「ごはんだヨッ！ダダダダン！！」  | テレビアニメ『転生賢者の異世界ライフ 〜第二の職業を得て、世界最強になりました〜』エンディングテーマ |
| 2022年7月27日 | ごはんだヨッ！ダダダダン！！ | スラちゃんず△                                        | 「のんびり異世界ライフ」          | テレビアニメ『転生賢者の異世界ライフ 〜第二の職業を得て、世界最強になりました〜』関連曲             |

### シリーズ一覧
1. ↑  第1期（2019年）、第2期（2021年）

### ユニットメンバー
1. ↑  スラ（遠野ひかる）、スラパッチ（菅野真衣）、マユスラ（三川華月）、スラハッパ（久遠エリサ）、ヒゲスラ（大森日雅）、ペケスラ（花井美春）